# John Milton
John Milton (9. prosince 1608 – 8. listopadu 1674) byl anglický barokní básník, známý zejména díky své epické básni Ztracený ráj. Byl politik a intelektuál, podporovatel parlamentní demokracie a Olivera Cromwella. Dvacet let psal traktáty a polemiky, v nichž se vyjadřoval k potřebě revolučních změn v zemi i aktuálním společenským otázkám (reformace, rozvody, výchova, svoboda tisku). Do češtiny jeho díla překládal obrozenec Josef Jungmann.

## Život
Miltonův otec, notář John Milton, se přestěhoval kolem roku 1583 do Londýna, potom co byl kvůli svému příklonu k protestantství vyděděn svým otcem Richardem Miltonem, oddaným katolíkem. Okolo roku 1600 se básníkův otec oženil se Sárou Jeffereyovou a sám John Milton se narodil 9. prosince 1608 v Cheapside v Londýně v Anglii. Otec měl zásadní vliv na jeho životní zaměření, podporoval jeho touhu po vzdělání. Přestože měl John slabý zrak, od dvanácti let denně studoval dlouho do noci. Nakonec v roce 1652, ve svých čtyřiceti čtyřech letech úplně oslepl.
Milton získal vzdělání v St Paul's School v Londýně. Připravoval se ke kariéře anglikánského duchovního, a tak v roce 1625 započal studium na Christ's College v Cambridge, kde získal magisterský titul 3. července 1632. Na Cambridge se Milton také spřátelil s angloamerickým teologem Rogerem Williamsem, kterého vyučoval hebrejštinu výměnou za hodiny nizozemštiny. Už v době studií psal krátké básně, prvním dílem zveřejněným v tisku byla oslavná báseň na Shakespeara.

Po zdárném ukončení studia na Cambridge (1632) se odebral do venkovského sídla svého otce v Hammersmithu, aby se zde věnoval podrobnému studiu starověké i moderní teologii, historie, politiky, literatury a přírodních věd, aby tak později mohl nastoupit dráhu úspěšného básníka. Proto je John Milton považován za jednoho z nejvzdělanějších anglických básníků. V latinské básni (někdy v průběhu 30. let) děkuje svému otci za podporu v těchto časech. Své názory na způsob výchovy a systém vzdělávání shrnul v roce 1644 ve spisu Traktát o výchově. 

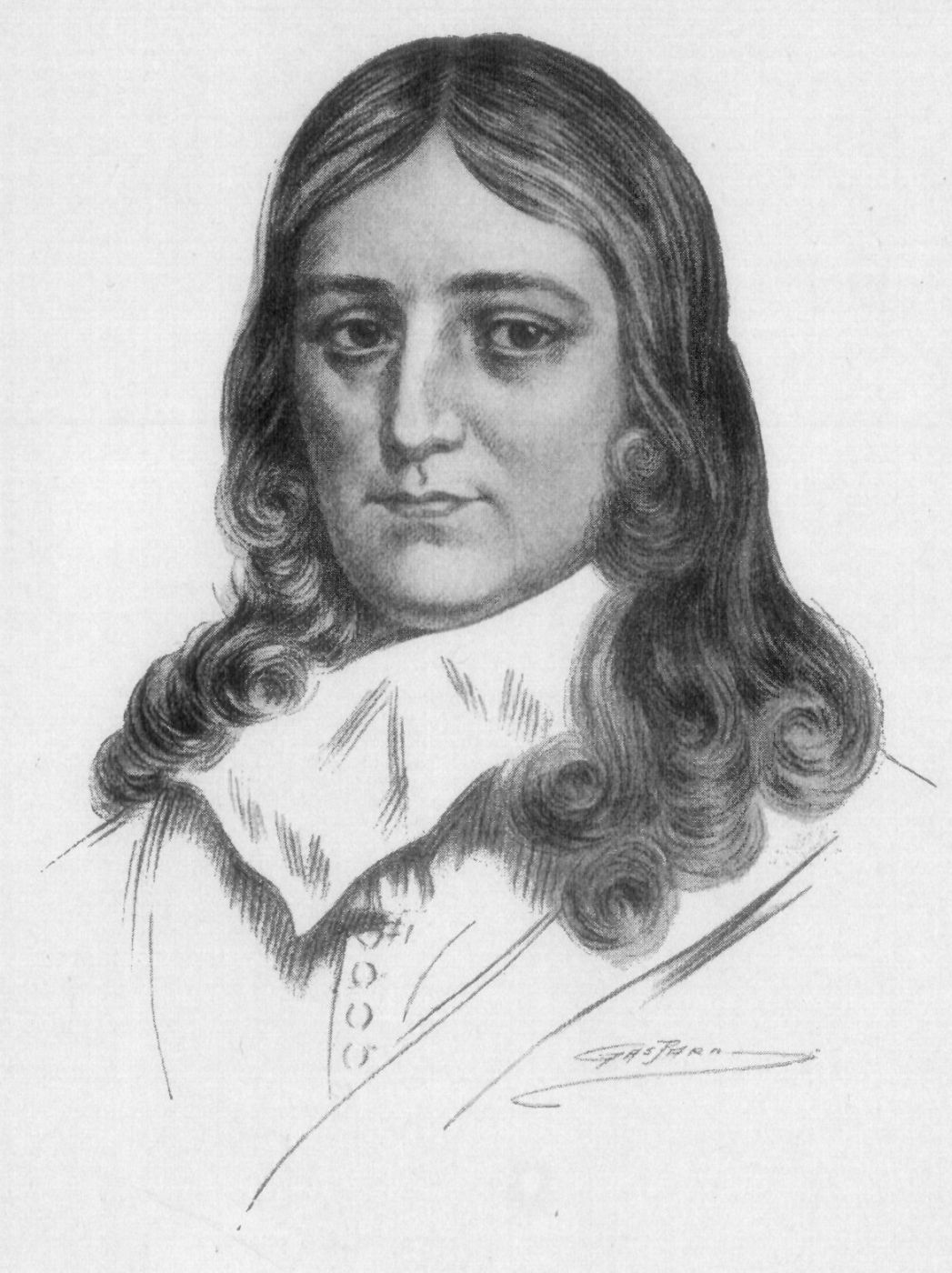
John Milton

Po dokončení svého šestiletého samostudia se Milton vydal na cesty do Francie a Itálie, kde se potkal s italským astronomem Galileem a dalšími učenci. O těchto setkáních si psal záznamy do deníku, později uvedené v pojednání Defensio Secunda. Do Anglie se vrátil v roce 1639.
V Anglii právě probíhaly biskupské války a Milton jako zanícený stoupenec náboženské svobody začal psát své první traktáty, v nichž kritizoval vysoké představitele anglikánské církve.
V červnu 1642 se oženil se šestnáctiletou Mary Powellovou, která se o měsíc později vrátila ke své rodině. Po dobu dalších třech let Milton publikoval sérii pamfletů zabývajících se etickou stránkou rozvodu (The Doctrine and Discipline of Divorce), ve kterých napadá britský zákon týkající se manželství, přebraný v nezměněné podobě ze středověkého katolicismu. V roce 1644 jako reakci na nepřátelské výpady proti svým traktátům sepsal Milton Areopagitiku (Projev pana Johna Miltona k Parlamentu za svobodu nepovolených tisků), v níž se vyjadřoval proti předběžným zásahům cenzury. Zákaz lživých a pomlouvačných tiskovin měl být vydán až po jejich uveřejnění. V roce 1645 vydal John Milton sbírku poezie pod názvem Básně. Předchozí knihy Comus (1637) a Lycidas (1638) vyšly bez uvedení jeho jména.
Mary se k němu vrátila v roce 1645. Její rodina o rok později musela opustit Oxford za podporu Karla I. v Občanské válce a přišla o veškerý majetek. Měli spolu 4 děti: Anne, Mary, John, a Deborah. Manželka Mary zemřela 5. května 1652 na následky komplikací při porodu Debory. V červnu zemřel jeho jediný syn John ve věku 15 měsíců. Všechny dcery se dožily dospělosti.
Po vítězství Olivera Cromwella v občanské válce byl v roce 1649 jmenován státním tajemníkem pro zahraniční jazyky. Zajišťoval mezivládní korespondenci v latině a jiných jazycích, podílel se na propagaci nového režimu a dohlížel na obsah zpráv. Psal pojednání na obranu probíhajících změn, která měla přiblížit dění v Anglii ostatním evropským národům. V roce 1652 publikoval první latinskou obranu anglického lidu (Defensio pro Populo Anglicano) a o dva roky později druhou obranu (Defensio secunda), v níž se zastával Olivera Cromwella ve funkci Lorda Protektora a nabádal ho k dodržování zásad revoluce. V roce 1659 vydal polemické Pojednání o občanské moci ve věcech církevních, ve kterém obhajoval rozluku církve a státu. Ve funkci státního tajemníka Milton setrval až do roku 1660, i když byl již úplně slepý a při práci mu pomáhali zástupci. Svá pojednání i verše diktoval zapisovatelům, jedním z nich byl básník Andrew Marwell. V roce 1656 se Milton oženil s Katherine Woodcockovou, která zemřela 3. února 1658, krátce po tom, co dala život dceři Katherine, která umírá 17. března.
Po obnovení monarchie byl na Miltona vydán zatykač, krátce byl vězněn a některé jeho traktáty byly spáleny. Po zásahu vlivných přátel byl osvobozen a v roce 1663 si vzal svoji poslední ženu Elizabeth Minshullovou. Posledních deset let života prožil v ústraní v Londýně a věnoval většinou poezii. V roce 1667 vyšlo jeho stěžejní básnické dílo, biblický epos Ztracený ráj (Paradise Lost), na kterém intenzivně pracoval zejména v letech 1660–1665. V roce 1671 uveřejnil jeho samostatné pokračování Ráj znovu nabytý (Paradise Regained). Jeho poslední knižní prací byl Samson (1671), dramatická báseň s biblickým motivem, v níž slepý hrdina bojuje až do konce se svými démony.
Kromě toho publikoval jen menší práce, například gramatickou učebnici Art of Logic a Dějiny Británie nebo poslední pojednání o náboženské toleranci Pravé náboženství (1673).
John Milton zemřel 18. listopadu 1674 v Londýně a je pochován v kostele St Giles-without-Cripplegate.

## Kariéra
Milton kvůli své slepotě Ztracený ráj a Ráj znovu nabytý pouze diktoval. Musel si tudíž pamatovat obrovské části svých básní nazpaměť, což zaslouží obdiv – jiní by si tak rozsáhlé dílo rozvrhovali na papír.
Navzdory vyčerpávajícímu rozsahu Miltonova intelektuálního bádání můžeme nalézt zásadní zdroje vnějšího vlivu. Jsou jimi třeba biblické knihy Genesis, Jób a Žalmy, stejně jako Homér, Publius Vergilius Maro a Marcus Annaeus Lucanus. Miltnovým oblíbeným historikem byl Gaius Sallustius Crispus; nicméně, ačkoli se Milton ve svém díle často vyhýbá klasickým a biblickým vlivům (můžeme zde nalézt narážky i na Spensera, Sidneyho, Donna i Shakespeara), někteří kritici tvrdí, že se Milton také snažil (ve své konverzaci Adama a Evy) podemlít tropy a styl kavalírských básníků, jako je John Wilmot, Hrabě Rochesterský a Sir John Suckling. Miltonova literární kariéra vrhá tak impozantní stín na anglické básníky 18. a 19. století, že často jeho obliba převyšuje všechny anglické básníky včetně Shakespeara. Můžeme například ukázat na epickou báseň Lucy Hutchinsonové o pádu lidství, Order and Disorder (Řád a zmatek)(1679), a díla Johna Drydena, The State of Innocence and the Fall of Man: an Opera (Stav nevinnosti a pád člověka)(1677), jako na důkaz bezprostředního kulturního vlivu (Miltonova).

## Různé
- Katolická církev zařadila dvě práce Johna Miltona na Index zakázaných knih. Ztracený ráj (Paradise Lost) byl na Index zařazen v roce 1732 a byl v tomto seznamu uváděn až do konce 19. století.[12] V roce 1900 byl Ztracený ráj z Indexu vypuštěn a nadále na Indexu zůstal jen Miltonův málo známý spis „Literae pseudo-senatus anglicani", který byl na tento seznam zařazen v roce 1694.[13]
- Společnost pro slepé Miltona Johna byla založena v roce 1928 Helen Kellerovou, která byla sama slepohluchá.
- Vydání Ztraceného ráje z roku 1688 je uchována v archivech Univerzity v Západním Ontariu.
- John Milton se narodil na Bread Street, na té samé ulici, kde stála Myrmaidská hospoda, kde své krky často svlažovali alkoholem například spisovatelé William Shakespeare a Ben Jonson.
- Román Ztracený ráj dokončil Milton ve vesnici Chalfont St. Giles, nacházející se asi 40 km severozápadně od Londýna a poblíž Amershamu, kam se přestěhoval kvůli moru v roce 1655 právě z Londýna. V jeho domě se dnes nachází muzeum.
- Na díle Johna Miltona je též založena fantasy trilogie britského autora Philipa Pullmana Jeho temné esence.

## Dílo
- titulní strana Miltonova spisu Areopagitica (1644)L'Allegro (1631)[14]
- Il Penseroso (1631)[14]
- Comus (1634)
- Lycidas (1638)

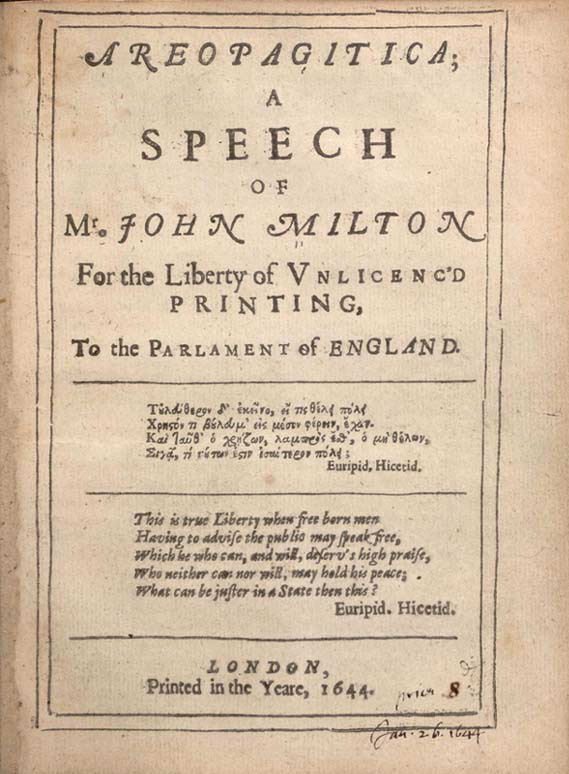
titulní strana Miltonova spisu Areopagitica (1644)

- O reformaci (Of Reformation) (1641)
- Of Prelatical Episcopacy (1641)
- Animadversions (1641)
- The Reason for Church Government (1642)
- Apology for Smectymnuus (1642)
- Doctrine and Discipline of Divorce (1643)
- O vzdělání (Of Education) (1644) [11]
- Judgement of Martin Bucer Concerning Divorce (1644)
- Areopagitika (Areopagitica) (1644)[15]
- Tetrachordon (1645)
- Colasterion (1645)

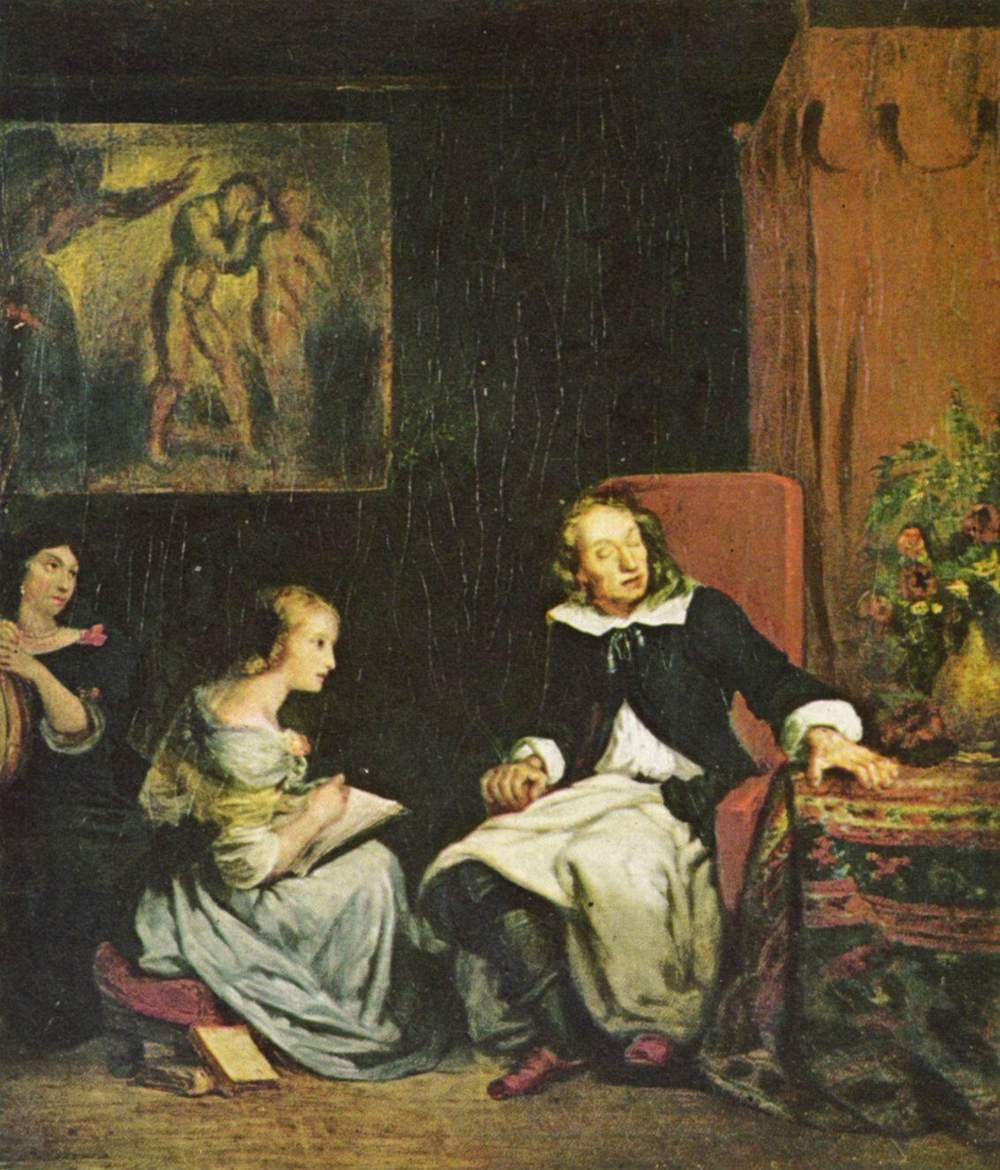
Eugène Delacroix: Mllton diktuje svým dcerám Ztracený ráj (1826)

- Eugène Delacroix: Mllton diktuje svým dcerám Ztracený ráj (1826)Poems of Mr John Milton, Both English and Latin (1645)
- Tenure of Kings and Magistrates (1649)
- Obrazoborec (Eikonoklastes) (1649)
- Defensio pro Populo Anglicano (1651)
- Druhá obrana (Defensio Seconda) (1654)
- A Treatise of Civil Power (1659)
- The Likeliest Means to Remove Hirelings from the Church (1659)
- Ready and Easy Way to Establish a Free Commonwealth (1659)
- Brief Notes Upon a Late Sermon (1660)
- Ztracený ráj (Paradise Lost) (1667)
- Accedence Commenced Grammar (1669)
- History of Britain (1670)
- Samson bojující (Samson Agonistes) (1671)
- Ráj znovu nabytý (Paradise Regained) (1671)
- Art of Logic (1672)
- Of True Religion (1673)
- Poems, &c, Upon Several Occasions (1673)
- Epistolae Familiaries (1674)
- Prolusiones (1674)
- De Doctrina Christiana (vydána teprve v roce 1825)[14]